# Antonio Tiberi
Antonio Tiberi (født 24. juni 2001 i Frosinone) er en cykelrytter fra Italien, der er på kontrakt hos Bahrain Victorious.
Ved VM i landevejscykling 2019 vandt han juniorenes enkeltstart.

## Drab på en kat
I juni 2022 skød og dræbte Tiberi en kat i San Marino. Den tilhørte Federico Pedini Amati som var landets minister for tursime. Ministeren anmeldte sagen til politiet, og i februar 2023 blev Antonio Tiberi idømt en bøde på 4.000 euro for forbrydelsen. Det fik samtidig hans hold Trek-Segafredo til at suspendere den italienske rytter i minimum 20 dage uden løn. Den 28. april 2023 fik Tiberi ophævet sin kontrakt med Trek-Segafredo efter miseren.